# Мірабелло-Монферрато
Мірабелло-Монферрато (італ. Mirabello Monferrato, п'єм. Mirabèl) — муніципалітет в Італії, у регіоні П'ємонт,  провінція Алессандрія.
Мірабелло-Монферрато розташоване на відстані близько 480 км на північний захід від Рима, 65 км на схід від Турина, 16 км на північний захід від Алессандрії.
Населення — 1383 особи (2014).
Щорічний фестиваль відбувається 22 січня. 

## Демографія
Населення за роками:

Станом на 1 січня 2023 року в муніципалітеті офіційно проживали 82 іноземці з 17 країн, серед них 25 громадян країн Євросоюзу та 5 громадян України.

## Сусідні муніципалітети
- Джароле
- Лу
- Оччим'яно
- Сан-Сальваторе-Монферрато
- Валенца